# Феолипт (Фенерлис)
Митрополи́т Фео́липт (греч. Μητροπολίτης Θεόληπτος, в миру Иа́ковос Фенерли́с, греч. Ιάκωβος Φενερλής; род. 17 апреля 1957, Ферапия) — епископ Константинопольской православной церкви, митрополит Иконийский (с 2000), ипертим и экзарх всей Ликаонии.

## Биография
Родился 17 апреля 1957 года в Ферапии Боспорской (Тарабья) в Турции. Начальное образование получил в городской школе у себя на родине, дальнейшее обучение проходил в гимназии и лицее Стамбула. По завершении среднего образования поступил на богословский факультет Университета Аристотеля в Салониках.
27 апреля 1977 года в патриаршем соборе святого Георгия на Фанаре был рукоположён в сан диакона своим духовным наставником митрополитом Филадельфийским Варфоломеем (Архондонисом).
14 ноября 1995 года наречён великим архидиаконом. В этом сане оставался до 21 ноября 1997 года, когда Патриархом Константинопольским Варфоломеем был рукоположен в сан пресвитера и возведён в сан великого протосингела (управляющего делами Патриархии).
4 сентября 2000 года по предложению Патриарха Константинопольского Варфоломея решением Священного Синода Константинопольской православной церкви избран митрополитом Иконийским с сохранением должности протосингела Патриархии.
10 сентября того же года в Патриаршем соборе святого Георгия на Фанаре был рукоположён по епископа Иконийского с возведением в сан митрополита. Хиротонию совершили: Патриарх Константинопольский Варфоломей, митрополит Листрийский Каллиник (Александридис), митрополит Деркский Константин (Харисиадис), митрополит Метронский Феоклит (Рокас), митрополит Иерисский Никодим (Анагносту), митрополит Лаодикейский Иаков (Софрониадис), митрополит Филадельфийский Мелитон (Карас), митрополит Севастийский Димитрий (Комматас) и митрополит Мириофитский Ириней (Иоаннидис).
В феврале 2008 года был уволен с должности великого протосинкелла. Одновременно с ним были уволены митрополит Севастийский Димитрий (Комматас) с должности главы личной канцелярии Патриарха Вафоломея и митрополит Филадельфийский Мелитон (Карас) с должности секретаря Священного Синода. В апреле 2011 года произошла серьёзная кадровая перестановка в составе синодальных комиссий Константинопольского Патриархата, при котором три упомянутых иерарха, хотя и сохранили места в некоторых комиссиях, однако заметно отодвинуты на второй план.